# Muscat précoce de Saumur

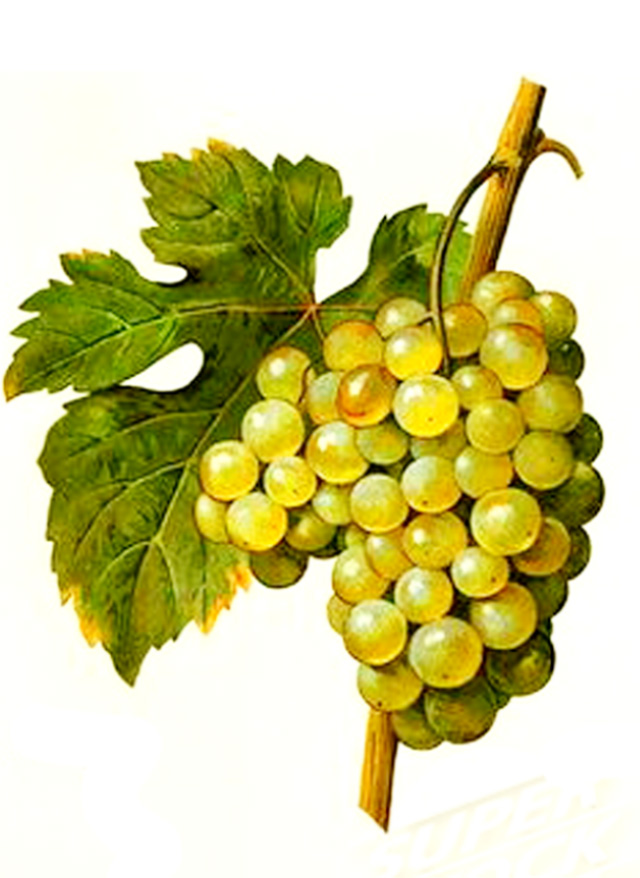
Muscat Précoce de Saumur im Buch von Viala & Vermorel (als Muscat de Saumur)

Muscat précoce de Saumur ist eine Weißweinsorte. Sie wurde im Jahr 1842 von Auguste Courtiller aus Sämlingen einer offen abgeblühten Rebe der Sorte Frühburgunder selektioniert. Es handelt sich um eine sehr früh reifende Sorte und wurde daher häufig zur Neuzüchtung frühreifender Rebsorten verwendet (→ Goldriesling oder Perle von Csaba).
Auguste Courtiller (1795–1875) arbeitete im Jardin des Plantes der Stadt Saumur.  Seit dem Jahr 1834 legte er sowohl einen Blumenpark als auch eine Rebschule auf dem Gelände der Stadt an.
Abstammung: Kreuzung von Pinot × Muscat a Petits Grains
Siehe auch den Artikel Weinbau in Frankreich sowie die Liste von Rebsorten.

## Ampelographische Sortenmerkmale
In der Ampelographie wird der Habitus folgendermaßen beschrieben:
- Die Triebspitze ist offen. Sie ist nur wollig behaart, grünlich mit leicht rosafarbenem Anflug. Die hellgrünen Jungblätter sind leicht behaart.
- Die mittelgroßen Blätter sind fünflappig (selten auch siebenlappig) und tief gebuchtet. Die Stielbucht ist lyrenförmig offen bis fast geschlossen. Das Blatt ist stumpf gezahnt und die Blattoberfläche (auch Blattspreite genannt) ist blasig derb.
- Die walzenförmige Traube ist klein und dichtbeerig. Die rundlichen Beeren sind klein und von weißlicher Farbe. Die Beere verfügt über eine dicke Schale und über ein schwaches Muskataroma; wegen der dicken Schale kann die Sorte leicht transportiert werden und dient als Tafeltraube.

Die Rebsorte reift ca. 15 bis 20 Tage nach dem Gutedel und gilt somit als sehr früh reifend.

## Synonyme
Muscat précoce de Saumur ist auch unter den Namen Blanc précoce musqué de Courtiller, Courtiller musqué, Courtiller précoce, Courtillier Muskat, Early Saumur Frontignan, Kurtile, Kurtile Rannii, Madeleine musqué de Courtillier, Mouskat Soumjur, Muscat de Saumur, Muscat précoce de Courtiller, Précoce blanc musqué de Courtiller, Précoce de Courtillier, Précoce de Saumur, Précoce musqué, Précoce musqué de Courtiller und  Prekos de Kurtile bekannt.